# Kamienica przy Rynku 20 we Wrocławiu
Kamienica przy Rynku 20 – kamienica na wrocławskim Rynku, na południowej pierzei Rynku, tzw. stronie Złotego Pucharu.

## Historia kamienicy i jej architektura

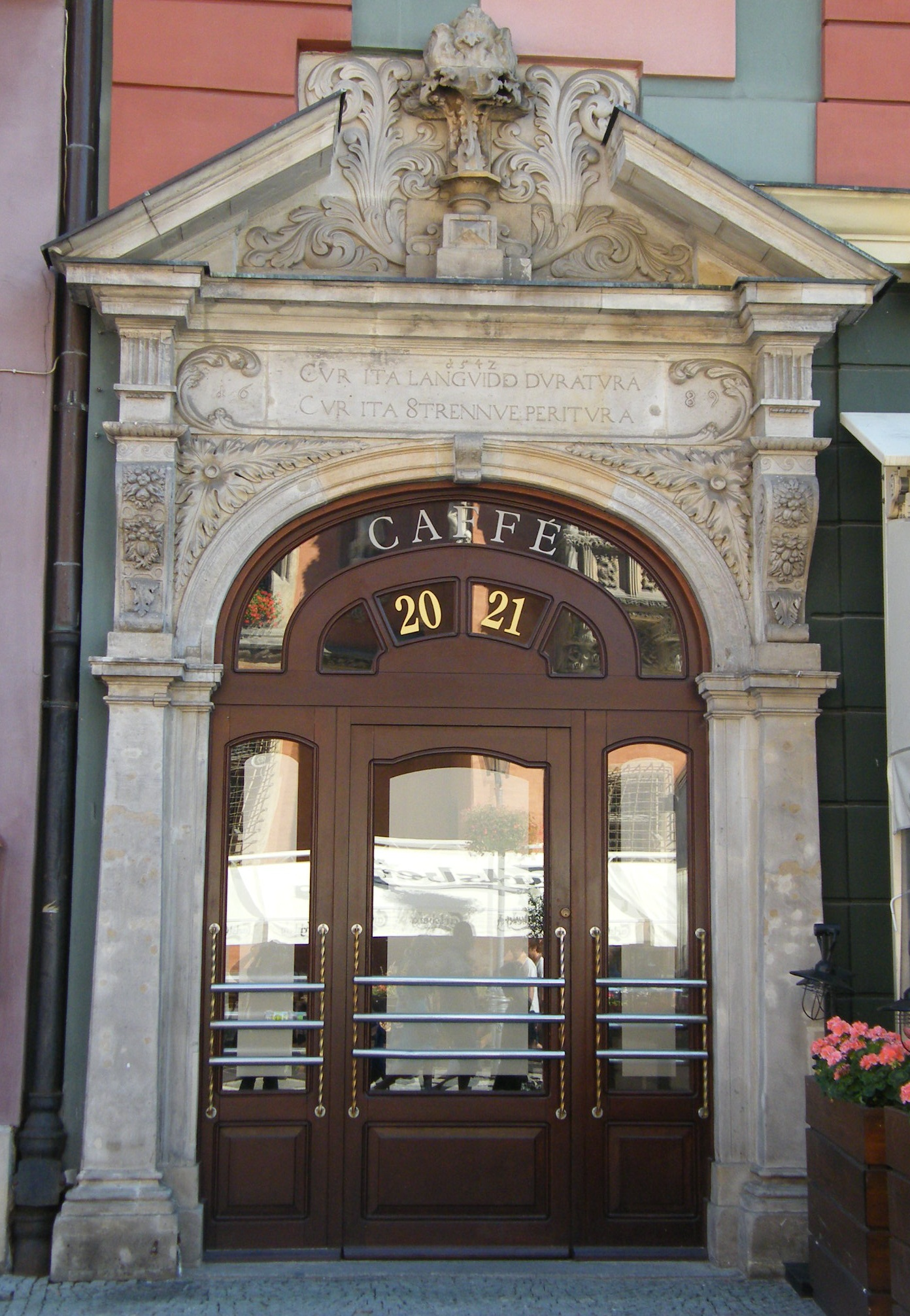
Portal wejściowy do kamienicy

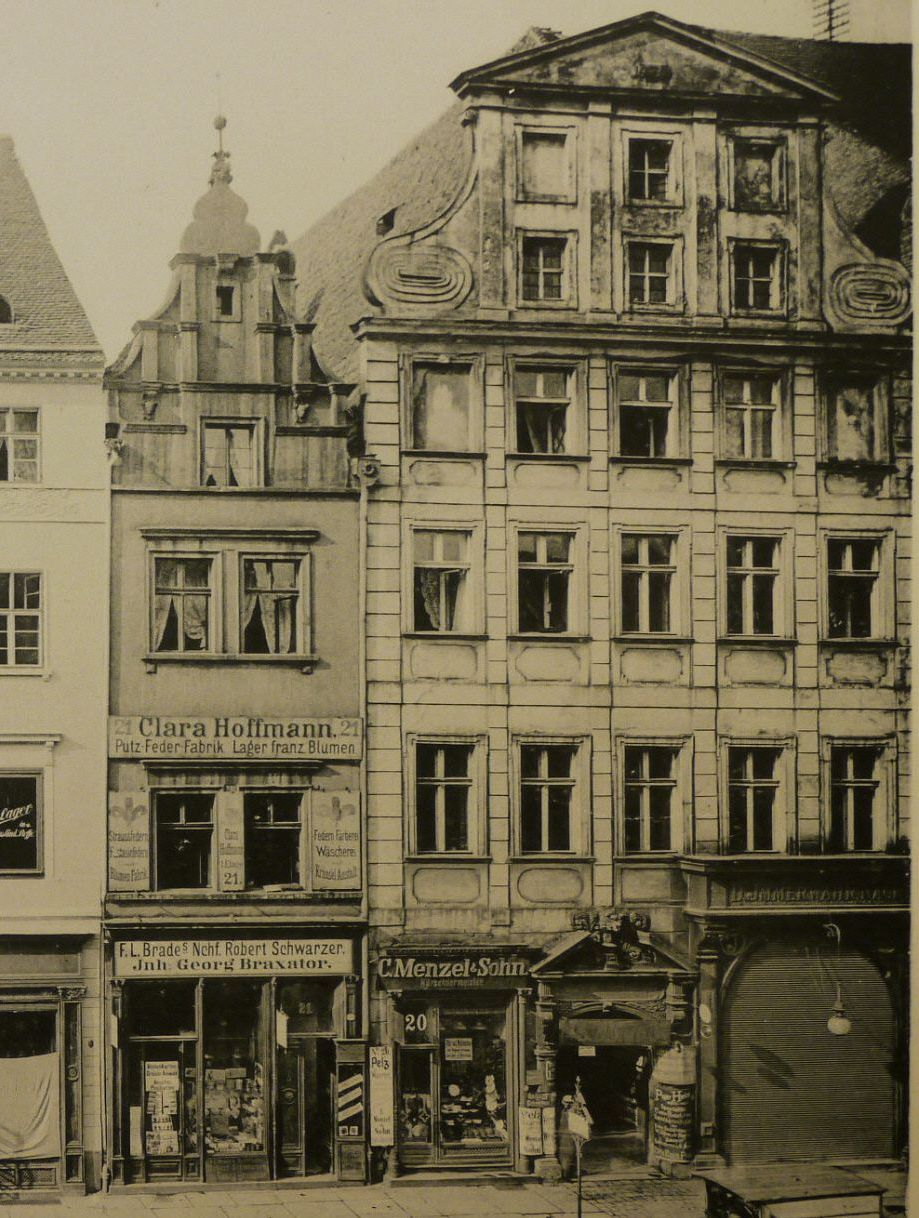
Wygląd kamienicy nr 20 pod koniec XIX wieku (pierwsza z prawej), po lewej kamienica nr 21

Pierwszy murowany budynek na działce nr 20 wzniesiony został w średniowieczu. Jego pierwsza większa modernizacja miała miejsce w 1542 roku, o czym świadczy zachowana tablica z datą i z łacińską sentencją „CUR (v)ITA LANGUIDEO DURATURA / CUR (v)ITA STRENNUE PERITURA” (Dlaczego życie trwa tak leniwie / Dlaczego tak szybko przemija). W 1689 roku budynek przeszedł kolejną przebudowę, tym razem na styl barokowy. Powstał wówczas czterokondygnacyjny budynek z pięcioosiową fasadą zakończoną dwukondygnacyjnym, trzyosiowym szczytem, po obu stronach otoczony wolutowymi spływami zwieńczony jednookienną edykulą z odcinkowym tympanonem. 
Wejście do kamienicy zostało ozdobione kamiennym portalem zamkniętym łukiem koszowym, z toskańskimi pilastrami po obu stronach podtrzymujące wolutowe konsole ozdobione pękami owoców. W górnej części znajdują się tryglifowe imposty wspierające trójkątny przerwany tympanon z akantową dekoracją, która pierwotnie mogła być obramieniem dla kartusza herbowego. W przyłuczach znajdowały się płaskorzeźbione trójliściaste rozety. Portal zdobiący wejście został wykonany przez tego samego artystę który wykonał portale dla domu rodziny von Schmettau przy ulicy św. Mikołaja 7 a w jego fryz wkomponowano tablicę z 1542 roku i datę nowej przebudowy ("1689"). Parter kamienicy był boniowany a przez trzy kolejne kondygnacje biegły boniowane pilastry przedzielone płaskimi pasami. Z tego okresu pochodzi portal wejściowy.
W drugiej połowie XVIII wieku zmieniono wygląd szczytu zamieniając aedikulę na trójkątny tympanon.  
Od 1740 roku w kamienicy swoją siedzibę miała założona w 1732 roku księgarnia Johanna Jacoba Korna, wydawcy Schlesische Zeitung i książek polskich.
W 1906 roku kamienica została rozebrana, a w jej miejsce wzniesiono nowy dom handlowy „S.L. Landsberger”, według projektu Richarda Ehrlicha o żelbetonowej konstrukcji. Nowy budynek łączył dwie frontowe kamienice: tę stojącą przy Rynku i tę przy ul. Ofiar Oświęcimskich 12, kilkoma oficynami. Fasada otrzymała formę klasycyzującej secesji z elementami kompozycyjnymi neoempiru, a renesansowy portal został przeniesiony na tyły kamienicy. Na parterze znajdowała się duża sklepowa witryna a obok niej brama wjazdowa na dziedziniec. Nad bramą znajdował się jednokondygnacyjny odcinkowy wykusz. Trzy kolejne kondygnacje były podzielone pionowymi trzema filarami z motywem wiązek rózg liktorskich. Pod trójdzielnymi oknami znajdowały się pasy ścianek podparapetowych. Cztery kondygnacje były oddzielone od piątej gzymsem; czwarte piętro było niższe ale zachowano na niej podział filarami. Nad nim umieszczono wydatny gzyms koronujący a cały budynek został pokryty mansardowym dachem. W podobnym stylu wyglądała fasada od strony ul. Ofiar Oświęcimskich; os przejazdowa znajdowała się w osi fasady a witryny sklepowe po obu jej stronach.      
W kolejnych latach w kamienicy swoje siedziby miały takie firmy jak fabryka odzieży „Cassel & Goldberg”, „Liechtenstein & Wachsner”, „Priebatsch Buchhandlung”, „W. Lichauer & Co”, „Friseur”

### Właściciele i postacie związane z kamienicą
W latach 1357–1442 właścicielami połączonej wówczas posesji nr 20 jak i 21 była patrycjuszowska rodzina Steinkellerów: w latach 1417-1423 byli to bracia Lorencz i Rudiger a od 1425 właścicielem obu działek był Lorenz Steinkler. W latach 1442–1452 właścicielem kamienicy został kupiec Hannos (Hans) Hesse, syn właściciela kamienicy nr 17 a do 1459 jego spadkobiercy. Hesse (syn) otrzymywał kontakty handlowe od Brabancji do Poznania; posiadał komory w sukiennicach zarówno we Wrocławiu jak i w Brzegu, posiadłości ziemskie, nieruchomości i ławy chlebowe. Od 1460 jedynym właścicielem kamienicy został syn, również Hesse. Przez kolejne dwanaście lat zadłużył on kamienice aż w 1472 sprzedał ją wraz z innymi domami i zakupił mniejszą posesję nr 13 przy tej samej pierzei Rynku. Nowym właścicielem od 1472 roku został kupiec Niclas Lewpolt a po jego śmierci w 1488, jego żona Agnet i jej drugi mąż, majster i złotnik Niklas Pfnorre (do 1500)
W 1671 roku właścicielem kamienicy zostali spadkobiercy Hansa von Engelhardta. Od 1726 roku właścicielka kamienicy została Anna Maria von Gischin, a następnie kupiec Friedrich Wilhelm von Giesche.

## Po 1945
W wyniku działań wojennych w 1945 roku kamienica uległa poważnym zniszczeniom. Została odbudowana według projektu Janusza Bachmińskiego na wzór dawnej barokowej kamienicy. Z powodu zachowanej szkieletowej konstrukcji fasada kamienicy jest czteroosiowa, a szczyt dwuosiowy. Zachowany portal ponownie został przeniesiony na fasadę, ale został wkomponowany w skrajną lewą oś i dziś stanowi wspólne wejście do domów nr 20 i 21.